# 高取町
高取町（日语：／ Takatori chō */?）為位於日本奈良縣中部的行政區劃，轄區位於奈良盆地南側的山區中。

## 人口
| 高取町人口分布圖 |                                               |  |
| 高取町與日本全國年齡別人口分布比較圖 （2005年資料） | 高取町的年齡、男女別人口分布圖 （2005年資料） |  |
| ■紫色是高取町 ■綠色是全国 | ■藍色是男性 ■紅色是女性                       |  |
| 高取町人口變化 \| 1970年 \| 9,413人 \| \| \| 1975年 \| 9,191人 \| \| \| 1980年 \| 8,909人 \| \| \| 1985年 \| 9,042人 \| \| \| 1990年 \| 8,831人 \| \| \| 1995年 \| 8,388人 \| \| \| 2000年 \| 8,153人 \| \| \| 2005年 \| 7,914人 \| \| \| 2010年 \| 7,657人 \| \| \| 2015年 \| 7,195人 \| \| \| 2020年 \| 6,729人 \| \| |                                               |  |
| 資料來源：日本總務省統計中心提供之人口普查數據 |                                               |  |
| 1970年 | 9,413人                                       |  |
| 1975年 | 9,191人                                       |  |
| 1980年 | 8,909人                                       |  |
| 1985年 | 9,042人                                       |  |
| 1990年 | 8,831人                                       |  |
| 1995年 | 8,388人                                       |  |
| 2000年 | 8,153人                                       |  |
| 2005年 | 7,914人                                       |  |
| 2010年 | 7,657人                                       |  |
| 2015年 | 7,195人                                       |  |
| 2020年 | 6,729人                                       |  |

## 歷史

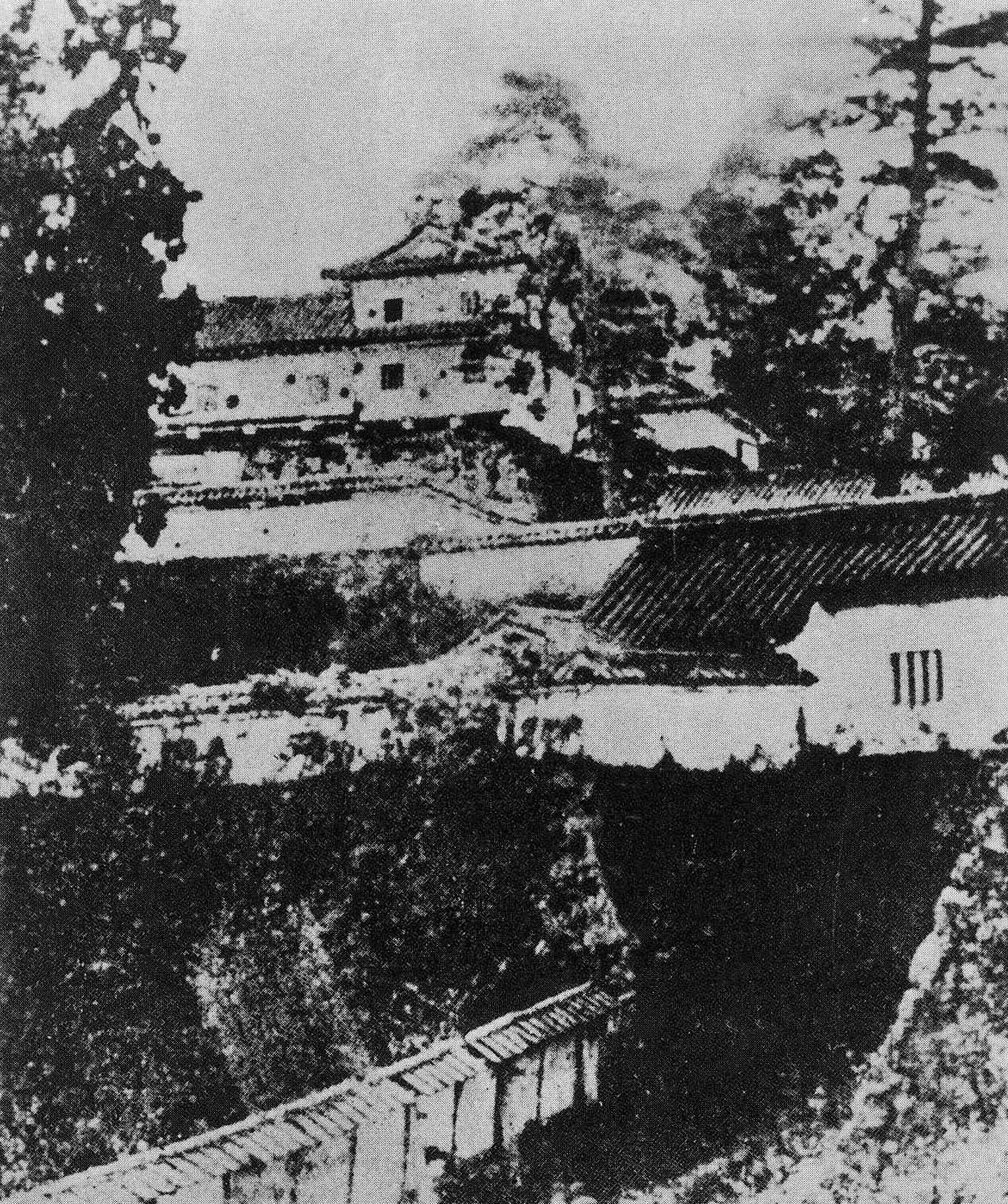
約拍攝於1887年的高取城

高取町鄰近日本在6世紀至7世紀的飛鳥時代的政治中心飛鳥，也因此現在在留有許多古墳。
在令制國時代此地屬於大和國高市郡，14世紀後成為越智氏的勢力範圍，並在高取山上建有高取山城；16世紀末成為豐臣秀吉之弟豐臣秀長的領地，此地交由豐臣秀長的家臣本多利久治理，同時將高取山城大幅改建後成為高取城，而其家臣們則在高取山麓建立城下町，後來也成為現在的高取町主要市區。
在1600年關原之戰本多利久之子本多俊政由於支持德川家康，在戰後領地增加到兩萬五千石，也正式設立高取藩，但僅兩代後，在1637年便因為子嗣而斷絕。
1640年，原在幕府擔任大番頭的旗本植村家政獲封於此地，並成為大名擔任高取藩藩主，直到19世紀江戶時代結束為止，此地都由植村氏所治理；1863年，尊皇攘夷派的武士成立了天誅組，並以此地西南方的五條為根據地，因此高取城一度遭到天誅組的攻擊，但高取藩成功地擋下了天誅組的攻擊，也讓天誅組在潰敗後往南逃入大和國南部山區，最後遭到剿滅。
廢藩置縣後，此地先後隸屬高取縣、奈良縣、堺縣、大阪府，最後在1887年重新設立奈良縣後，才再次隸屬奈良縣。
1889年日本實施町村制，現在的高取町轄區在當時分屬高取村、船倉村、越智岡村三個行政區劃；1891年，高取村升格為高取町，1954年再與位於西部的船倉村和位於北部的越智岡村合併為現在的高取町。
2008年的町長選舉中當選的植村家忠，正是在17世紀至19世紀期間治理此地的植村氏後裔。

### 變遷表
| 1889年4月1日 | 1889年 - 1912年           | 1912年 - 1944年           | 1945年 - 1954年            | 1955年 - 1989年            | 1989年 - 現在              | 現在                       |
| ------------ | ------------------------- | ------------------------- | -------------------------- | -------------------------- | -------------------------- | -------------------------- |
| 船倉村       | 船倉村                    | 船倉村                    | 1954年10月1日 合併為高取町 | 1954年10月1日 合併為高取町 | 1954年10月1日 合併為高取町 | 1954年10月1日 合併為高取町 |
| 越智岡村     |                           |                           | 1954年10月1日 合併為高取町 | 1954年10月1日 合併為高取町 | 1954年10月1日 合併為高取町 | 1954年10月1日 合併為高取町 |
| 高取村       | 1891年6月3日 改制為高取町 | 1891年6月3日 改制為高取町 | 1954年10月1日 合併為高取町 | 1954年10月1日 合併為高取町 | 1954年10月1日 合併為高取町 | 1954年10月1日 合併為高取町 |

## 交通
近畿日本鐵道吉野線自北側的飛鳥地區進入轄內，穿過主要市區後往西進入御所市。

### 鐵路
- 近畿日本鐵道
  - 吉野線：（←明日香村） - 壺阪山車站 - 市尾車站（日语：市尾駅）（御所市→）

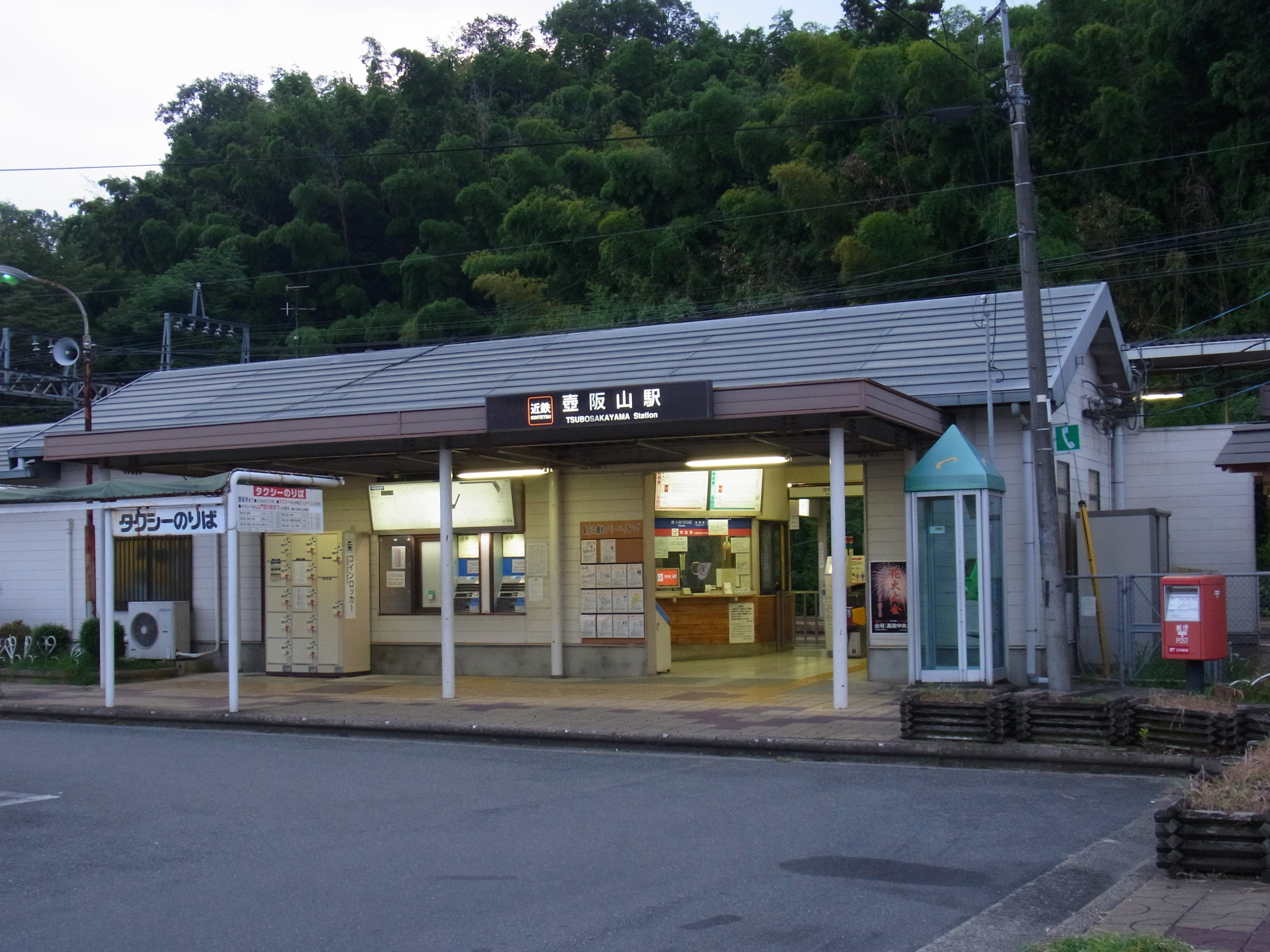
壺阪山車站
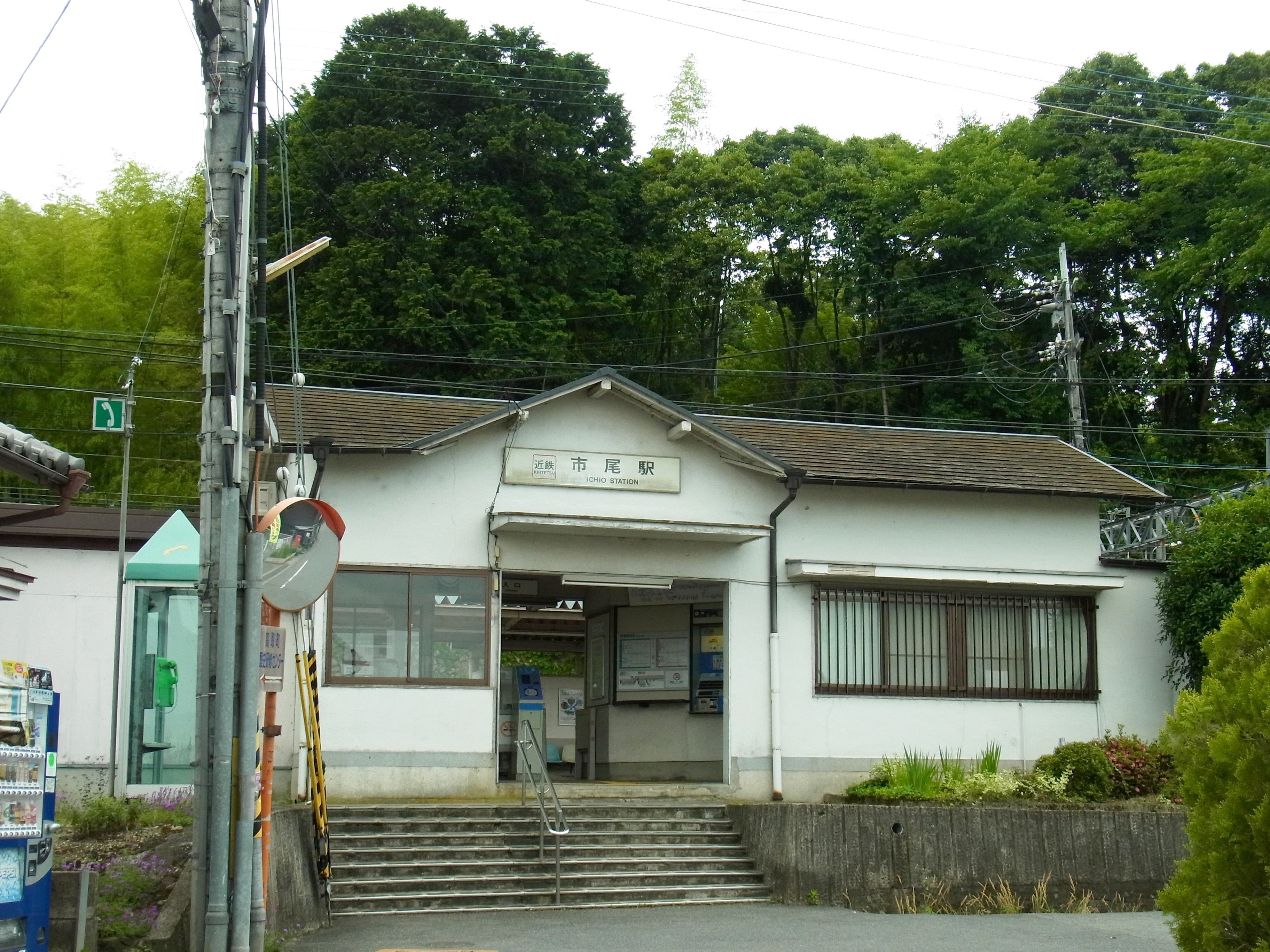
市尾車站

## 觀光資源

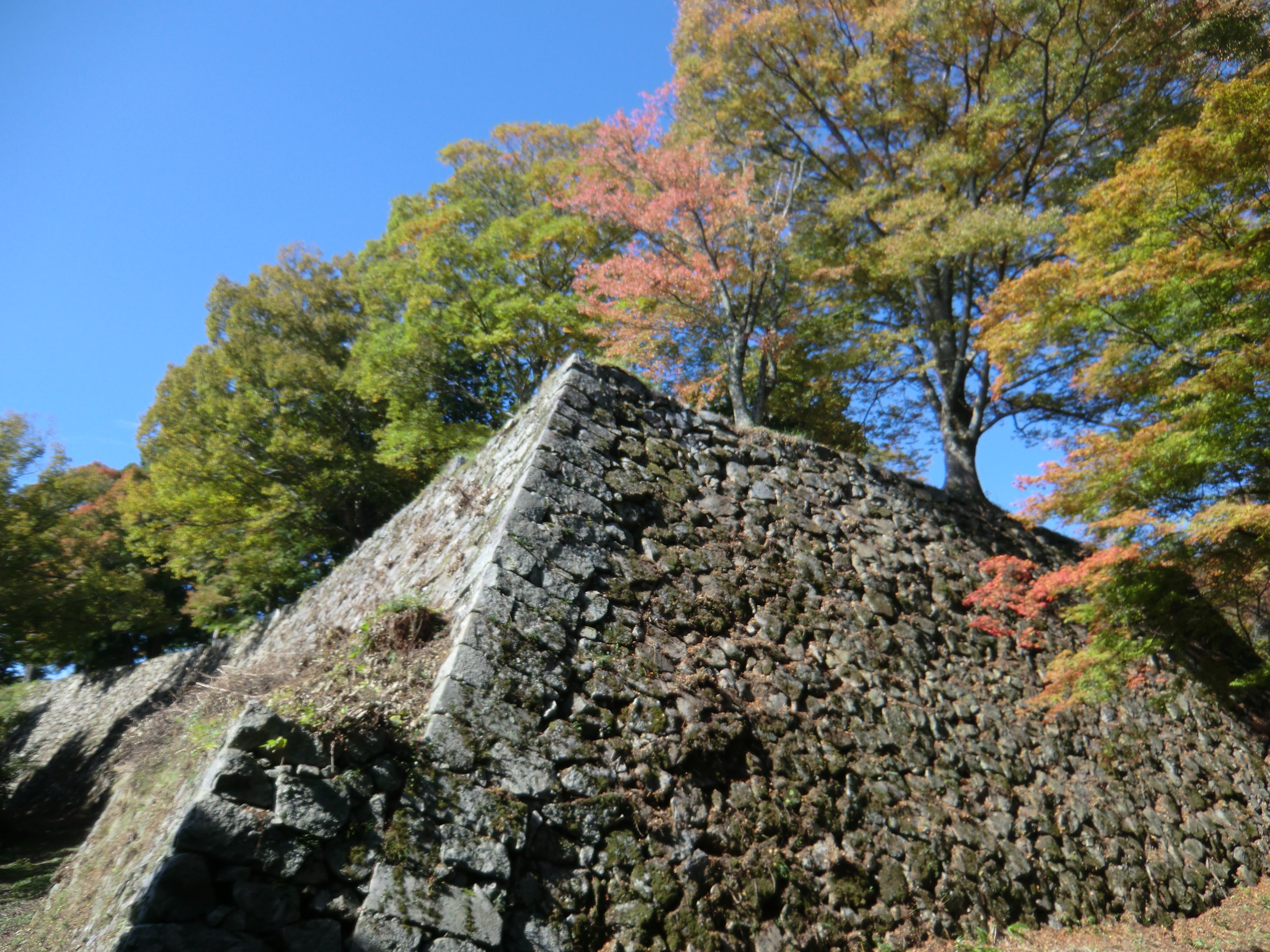
高取城本丸的石垣

位於高取山上的高取城與位於岐阜縣恵那市的岩村城和岡山縣高梁市的松山城被列為日本三大山城，但在1873年不再使用後，位於山上的建築便逐漸損毀，現僅存基礎等遺跡。

## 教育
轄內沒有高等教育學校，僅高中、中學、小學各有一所，其中奈良縣立高取國際高等學校為以英語、國際教育為特色的高中，過去曾被文部科學省列入超級英語高中的計畫，開設有國際英語科和國際交流科。

## 外部連結
- （日語） 高取町觀光指引 （页面存档备份，存于）
- （日語） 高取町觀光指引的Facebook專頁
- （日語） 高取町の魅力的Instagram帳戶